# توم بيكيت (سياسي)
توم بيكيت هو محامي وسياسي أمريكي، ولد في 14 أغسطس 1906 في Travis, Texas ‏ في الولايات المتحدة، وتوفي في 7 يونيو 1980 في ليسبرغ في الولايات المتحدة. نشط حزبياً في الحزب الديمقراطي. وقد انتخب المدعي العام ‏ (1935 – 1945) وانتخب مدعٍ عام لمقاطعة ‏ (1931 – 1935) وانتخب عضو مجلس النواب الأمريكي ‏.